# Masami Toyoshima
Masami Toyoshima (jap. 豊島 まさみ Toyoshima Masami; ur. 24 kwietnia 1965 r. w Tokio) – japońska seiyū. Należy do agencji 81 Produce. Najbardziej znana z roli mamy Asha Ketchuma – Delii Ketchum (jap. Hanako) w anime Pokémon.

## Role głosowe
- Akira (film) jako dziewczyna
- Alien Nine (special) jako matka Kumi (odc. 1, 4)
- Maluda jako matka Tomo
- Bakusō Kyōdai Let's & Go!! WGP jako Lizhi; Pon
- Detektyw Conan jako Mitsui Mika (odc. 135)
- Crest of the Stars jako Rurune
- Generator Gawl  jako Keiko
- Ichigo 100% jako matka Nishino (odc. 11-12)
- Melody of Oblivion jako Mrs. Kagawa
- Pokémon –
  - Hanako (Delia Ketchum),
  - Madonnya (Meowzie),
  - Sayuri (Assunta)
- Pokémon 2: Uwierz w swoją siłę jako Hanako (Delia Ketchum)
- Pokémon 3: Zaklęcie Unown jako Hanako (Delia Ketchum)
- Czerwony ogród jako matka Rose
- Seraphim Call jako matka Hatsumi (odc. 4)
- Shōnen Santa no Daibōken jako June (4 odcinki)
- Silent Möbius (odc. 2)
- Sorcerer Hunters (OVA) jako Salad (odc. 1)
  - Sorcerer Hunters jako Butter (odc. 12)
- Twin Signal (OVA) jako Flag
- Venus 5 (OVA) jako Afrodyta
- Zentrix jako Silver 01